# Guy Hubert
Guy Hubert Mamihasindrahona (sinh ngày 25 tháng 8 năm 1979 tại Adema) là một cầu thủ bóng đá Malagasy, hiện đang chơi cho Samut Songkhram. Anh là thành viên của đội tuyển bóng đá quốc gia Madagascar.